# Michel Portal
Pour les articles homonymes, voir Portal.
Michel Portal est un compositeur et musicien français, né le 27 novembre 1935 à Bayonne (Pyrénées-Atlantiques).
Multi-instrumentiste, il joue de la clarinette, du saxophone, du bandonéon ou encore du tárogató. Il s'illustre autant dans le domaine du jazz, jouant notamment avec Bojan Z, Richard Galliano, Daniel Humair, Bernard Lubat, Henri Texier ou Jacky Terrasson, que de la musique classique, interprétant Mozart, Brahms, Berg, Boulez, Stockhausen, Berio ou encore Kagel. Tout au long de sa carrière, il compose de nombreuses musiques pour le cinéma ou la télévision.

## Biographie

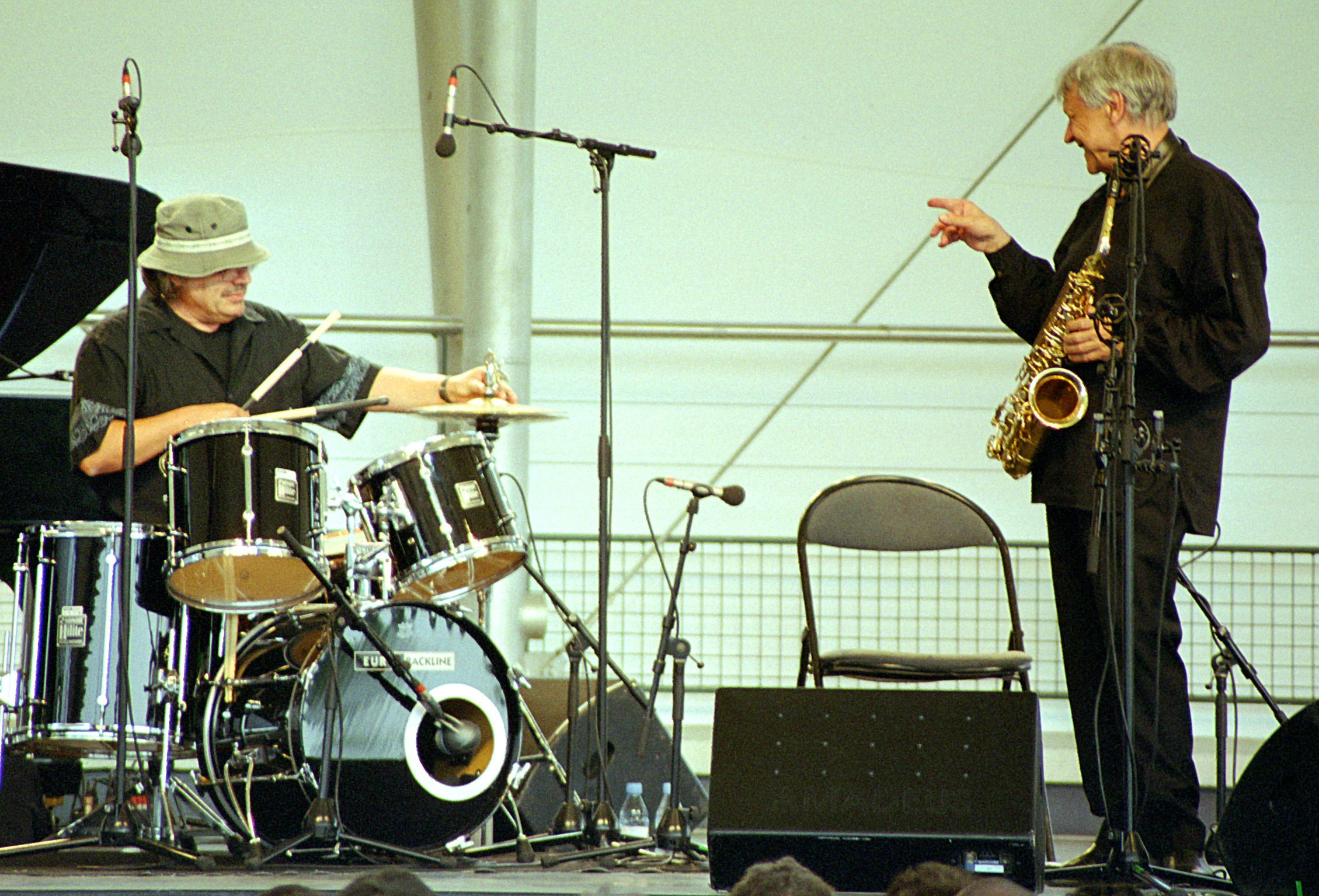
Michel Portal et Bernard Lubat au Paris Jazz Festival en 2002.

### Jeunesse et formation
Dès l’âge de huit ans, Michel Portal étudie la clarinette à l’école nationale de musique de Bayonne. Il fréquente les groupes de folklore local, les orchestres de chambre.
Michel Portal étudie la clarinette et la direction auprès de Pierre Dervaux au Conservatoire de Paris. Il remporte le premier prix de clarinette en 1959.

### Carrière
En 1963, il remporte le Concours international d'exécution musicale de Genève puis le prix du Jubilé suisse. Le 13 mars 1964, il joue à la Salle Wagram avec plusieurs artistes, dans le big band de Sonny Grey, pour régler les frais médicaux de Bud Powell en difficulté au Sanatorium de Bouffémont.
Jouant de la musique contemporaine (Mauricio Kagel, Karlheinz Stockhausen, Luciano Berio, Pierre Boulez), il fait partie de l'ensemble Musique Vivante de Diego Masson et est l'un des précurseurs du free jazz en Europe, en participant à l'album Free Jazz de François Tusques.
En 1969, il participe à la création de Aus den sieben Tagen de Karlheinz Stockhausen.
Dans les années 1970, il est une figure majeure du free jazz en Europe. Alors !!!, enregistré en janvier 1970 avec John Surman, est un des premiers disques à libérer le jazz européen des canons nord-américains, mêlant les musiques contemporaines européennes et le free jazz. On y entend l'influence des Chicagoans de l'AACM ou d'Anthony Braxton.
En 1971, il crée le Michel Portal Unit qui accueille les musiciens européens et américains privilégiant l'improvisation libre.
Parmi les enregistrements de cette époque figurent son Live à Châteauvallon (1976) et Arrivederci Le Chouartse (1980), enregistré en concert à Lausanne, et qui paraît en 1990. Portal y joue en trio avec Léon Francioli (contrebasse) et Pierre Favre (batterie), deux compagnons de son concert à Châteauvallon de 1972..
En 1983, il remporte le grand prix national de la musique.
En 1995, il crée Portal, un concerto pour clarinette de Franco Donatoni.
En 1997, Michel Portal s'isole pendant quinze jours en compagnie de jeunes musiciens pour travailler en profondeur le célèbre concerto pour clarinette de Mozart. Cette expérience donne Le concerto de Mozart, un film de Jean-Louis Comolli & Francis Marmande où Michel Portal redonne un sens à chaque note et s'interroge sur chaque mesure.
En 2005, Michel Portal reçoit le prix In Honorem pour l'ensemble de sa carrière de l’académie Charles-Cros, à l’occasion de la parution de Génération de Jean-Louis Agobet avec l’orchestre philharmonique de Strasbourg dirigé par François-Xavier Roth.
En 2006, il crée le double concerto de Wolfgang Rihm.
Baïlador, produit et arrangé par Bojan Z, est publié en 2010.
En 2016 paraît Radar: Live at Theater Gütersloh, enregistré en concert en duo avec Richie Beirach ; c'est la première fois que les musiciens jouent ensemble. Ce duo est suivi de deux morceaux (Baïlador et Dolce issus de l'album Baïlador) joués avec le WDR Big Band, sur des arrangements de Florian Ross. Le disque se termine avec une interview de Portal, où il illustre ses propos au piano.
En octobre 2020, à l’occasion des 85 ans de son leader, le Michel Portal Quintet (Bojan Z, Bruno Chevillon, Lander Gyselinck et Samuel Blaser) joue en concert au Grand Théâtre d'Amiens.
Avec Bojan Z, il est l'invité de l'émission Boomerang, sur France Inter, le 3 avril 2021 ; il joue en direct de la clarinette et du bandonéon et présente son album MP85 paru chez Label Bleu en mars 2021.
En juin 2025 paraît Le Souffle Portal (entretiens avec Franck Médioni, aux Éditions Frémeaux).
Entre 2021 et 2023, Michel Portal accepte d'être le personnage principal de Quelques notes sur la liberté de Benjamin Delattre, un film au cœur du processus créateur du compositeur et de l'improvisateur, présenté pour sa première mondiale au festival Côté Court en juin 2025,

## Décoration

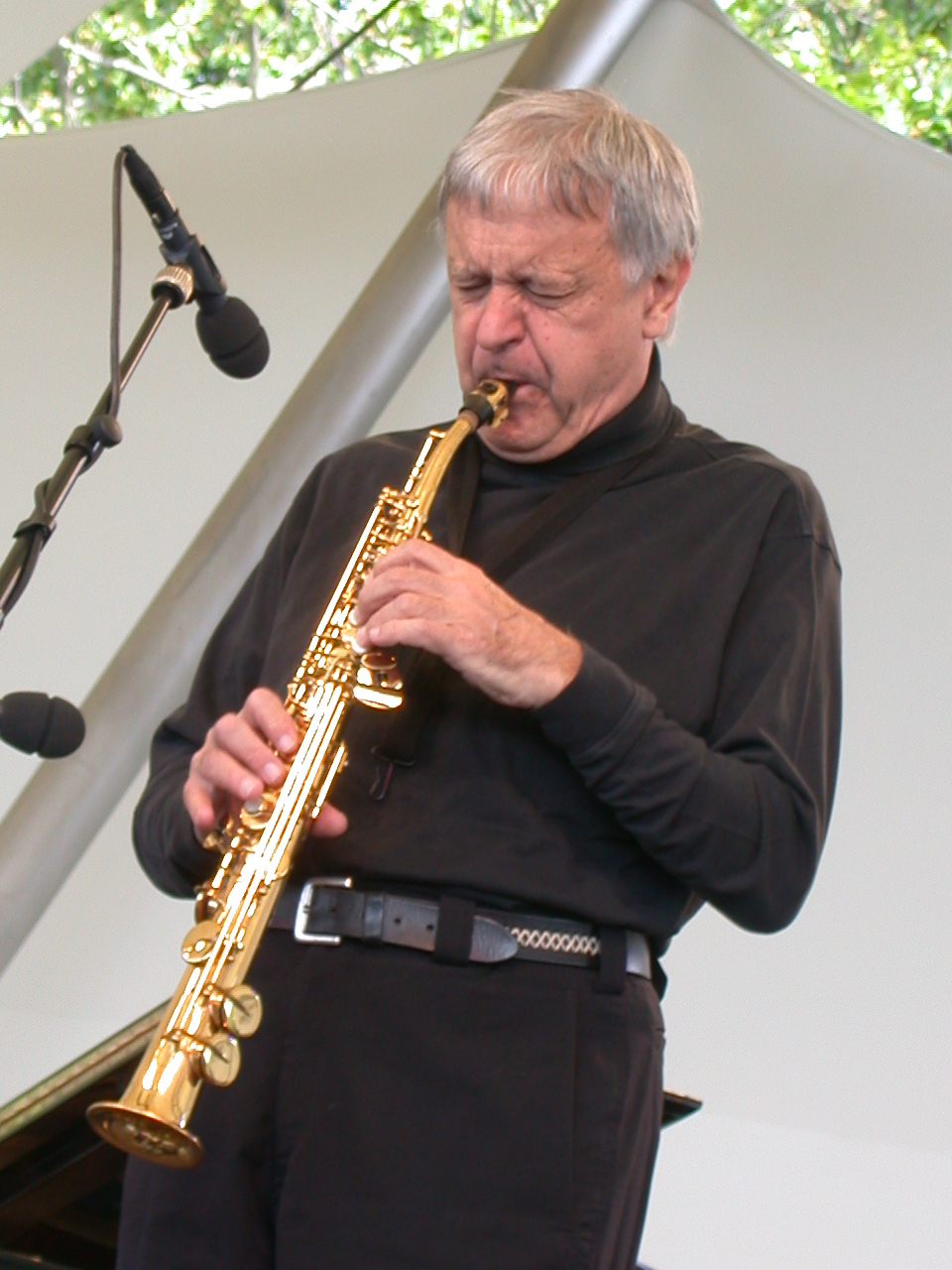
Michel Portal au saxophone soprano lors du Paris Jazz Festival en 2004.

- Commandeur de l'ordre des Arts et des Lettres (5 juillet 2011)[20]

## Récompenses
- 1959 : Premier prix de clarinette au Conservatoire national supérieur de musique de Paris
- 1963 : Concours international d'exécution musicale de Genève
- 1963 : Prix du Jubilé suisse
- 1968 : Prix Django-Reinhardt
- 1983 : Grand prix national de la musique
- 1997 : Meilleur album international pour Blow Up avec Richard Galliano[réf. nécessaire]
- 2005 : Prix In Honorem pour l'ensemble de sa carrière de l'académie Charles-Cros
- 2006 : enregistrement français de musique classique de l'année aux Victoires de la musique classique pour Génération, Phonal, Feuermann, Ritratto concertante de Jean-Louis Agobet interprété par Michel Portal, Paul Meyer, Alain Billard, Xavier Phillips, Alexander Paley et l'Orchestre philharmonique de Strasbourg dirigé par François-Xavier Roth
- 2007 : album jazz instrumental de l'année aux Victoires du jazz pour Birdwatcher[21]
- 2021 : Album jazz instrumental de l'année aux Victoires du jazz pour MP85, produit, réalisé et arrangé par Bojan Z

### Pour des musiques de film
- 1983 : César de la meilleure musique pour Le Retour de Martin Guerre de Daniel Vigne
- 1985 : César de la meilleure musique pour Les Cavaliers de l'orage de Gérard Vergez
- 1986 : nomination au César de la meilleure musique pour Bras de fer de Gérard Vergez
- 1988 : César de la meilleure musique pour Champ d'honneur de Jean-Pierre Denis
- 1990 : 7 d'or de la meilleure musique pour L'Ami Giono : Onorato et L'Ami Giono : Ivan Ivanovitch Kossiakoff
- 1995 : 7 d'or de la meilleure musique pour Eugénie Grandet

## Hommage
Le 9 février 2019, la ville de Bayonne rebaptise en sa présence le théâtre municipal, où il a fait ses débuts à l'âge de 10 ans, en théâtre Michel-Portal.

## Discographie

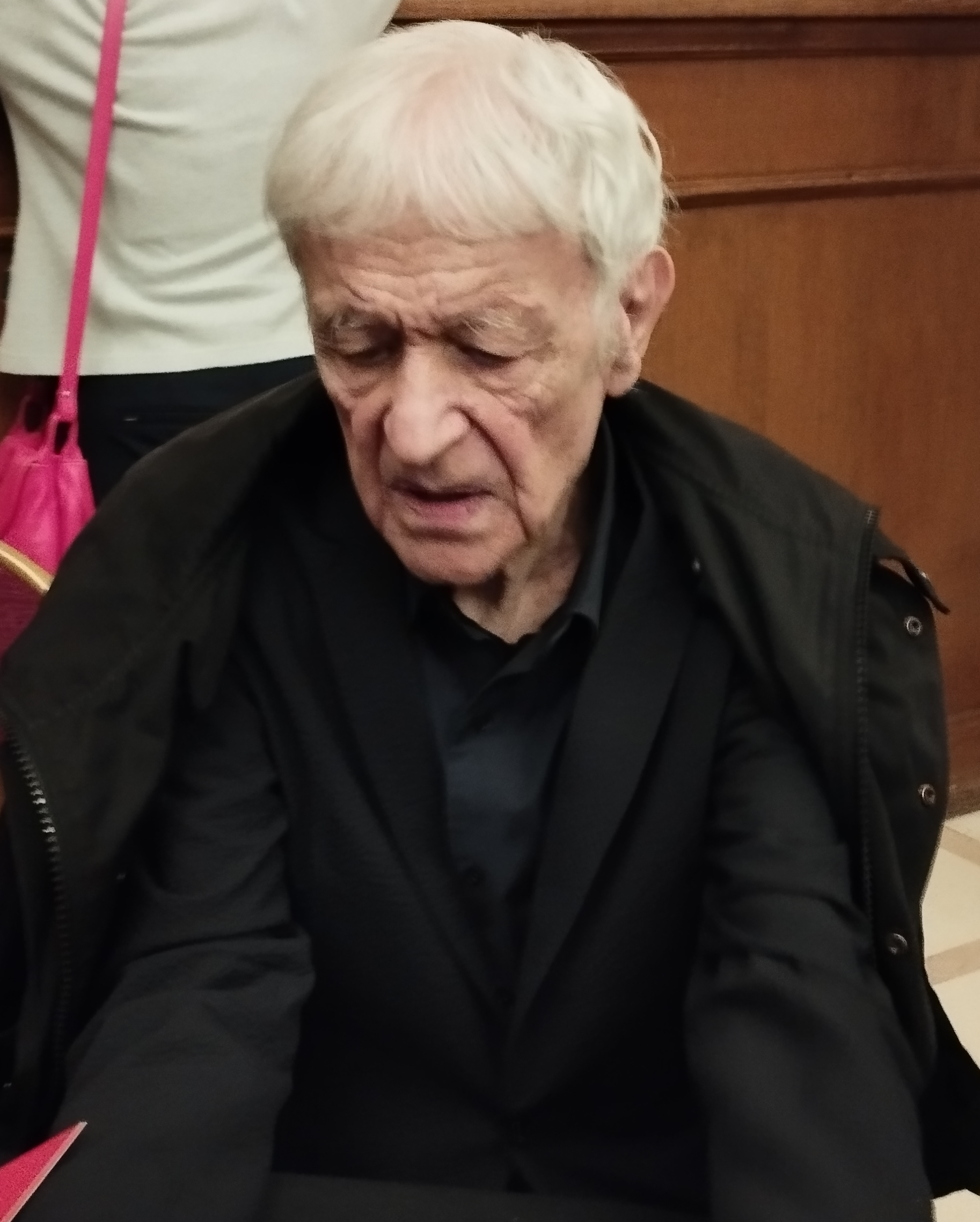
Michel Portal en mars 2023, à l'issue d'une représentation au théâtre des Champs-Élysées.

Michel Portal a enregistré de nombreux albums, parmi lesquels :
- 1980 : ¡Dejarme solo! (Disques Dreyfus - Sony Music).
- 1987 : Turbulence (Harmonia Mundi).
- 1988 : 9/11 p.m. Town Hall live du 29 juin 1988 à The Town Hall, New York.
- 1993 : Any Way (Label Bleu).
- 1998 : Dockings (Label Bleu).
- 1999 : Fast Mood avec Martial Solal.
- 2000 : Burundi (PAO Records) avec Stephen Kent, Mino Cinelu.
- 2001 : Minneapolis (Universal) avec Tony Hymas, Sonny Thompson, Michael Bland, Vernon Reid - produit par Jean Rochard.
- 2007 : Birdwatcher (Universal) avec Tony Malaby, Tony Hymas, Erik Fratzke, François Moutin, Airto Moreira, JT Bates, Jef Lee Johnson, Sonny Thompson, Michael Bland - produit par Jean Rochard.
- 2010 : Baïlador (Universal) avec Ambrose Akinmusire, Bojan Z, Lionel Loueke, Scott Colley, Jack DeJohnette - produit par Bojan Z.

## Musique de film
Michel Portal a écrit de la musique pour de très nombreux films et téléfilms.

## Filmographie
- 1997 : Le concerto de Mozart de Jean-Louis Comolli & Francis Marmande[13]
- 2025 : Quelques notes sur la liberté de Benjamin Delattre[23]